# Reserva natural estricta Liakhvi

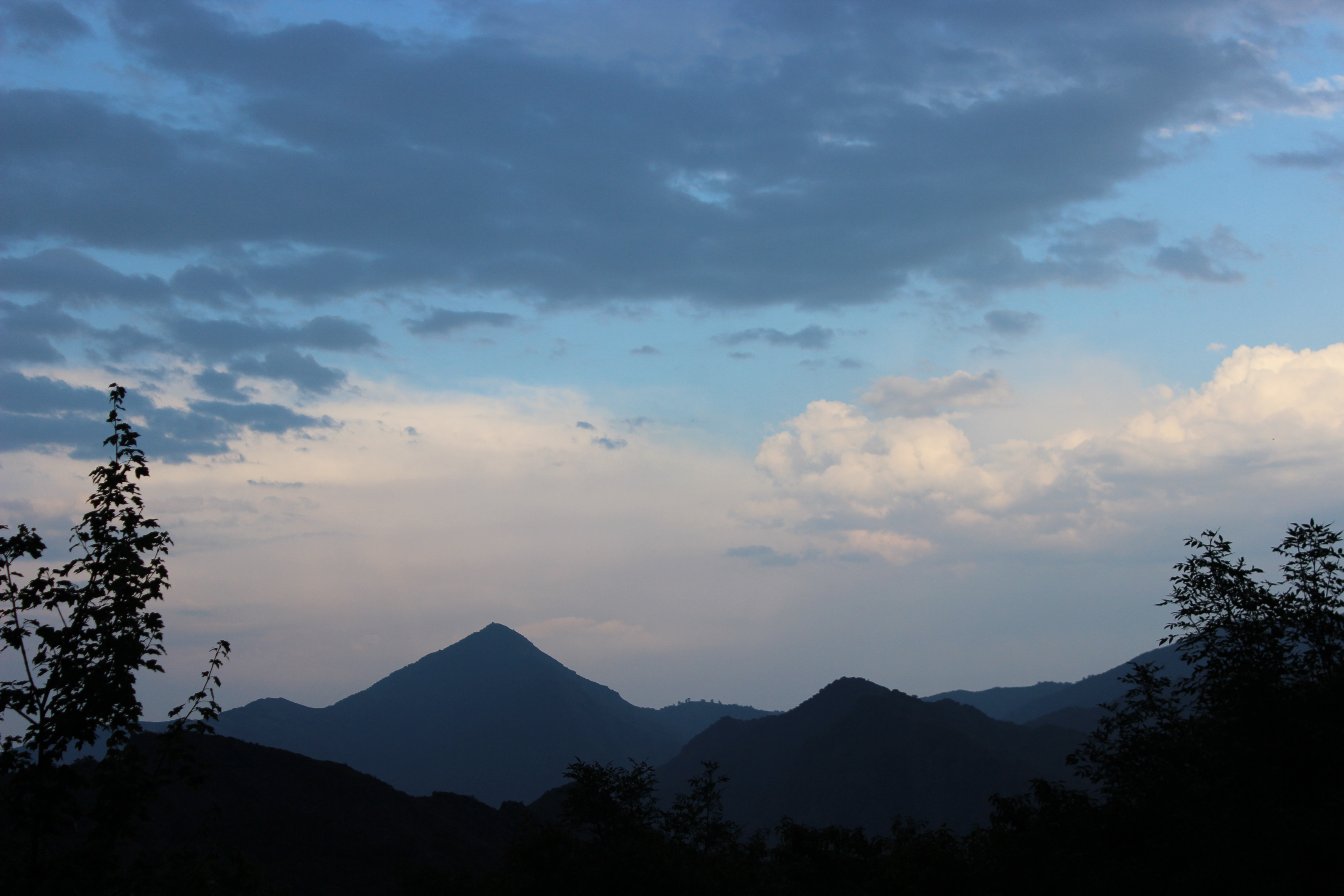
Vista de la Reserva natural de Liakhvi.

La Reserva natural estricta Liakhvi (en idioma georgiano:ლიახვის სახელმწიფო ნაკრძალი), es un área protegida en la región histórica Shida Kartli en la vertiente sur de la cordillera del Gran Cáucaso en la parte noreste del distrito de Tsjinvali, y en el municipio de Akhalgori, de Georgia. El objetivo principal de la reserva es proteger la flora y la fauna de la región montañosa circundante. En general, el desfiladero de Patara Liakhvi tiene muchas atracciones turísticas: etnológicas, ornitológicas y botánicas.

## Historia
Históricamente, esta zona se conoce como Shida Kartli y también como Dvaleti y Samachablo, y durante el período soviético como Óblast Autónomo de Osetia del Sur, y en ella habitaron personas desde la prehistoria, como lo atestiguan los monumentos neolíticos y eneolíticos del desfiladero  de Liakhvi y sus alrededores. En el distrito de Yava se excavaron restos de viviendas humanas primitivas. Entre estos descubrimientos arqueológicos, el más famoso es el tesoro de Akhalgori encontrado en el desfiladero de Ksani. El tesoro de Akhalgori es una cripta de una joven noble, que no había sido descubierta y que fue encontrada llena de adornos, platos rituales y decoración de caballos. La cripta data de los siglos IV y V a. C. Restos de fortalezas de cíclopes todavía son visibles en esta región. En el desfiladero de Liakhvi y sus alrededores hay muchos monumentos cristianos primitivos, como la basílica Nikozi del siglo V, la iglesia Armazi y Tsirkoli de Ksani, construida por León III de Abjasia en el siglo X, la iglesia de Ikorta del siglo XII, el monasterio de Tiri y la residencia Largvisi de los nobles Ksani, con la fortaleza y la iglesia con cúpula del siglo XIV y el castillo de Dzalini en el siglo XVII. Debido a los conflictos étnicos y la guerra, la reserva ha estado desatendida durante mucho tiempo. En 2009, Rusia apoyó al Gobierno de Osetia del Sur (de facto en control) en su intento de restablecer los esfuerzos de conservación y clarificar los límites de las áreas protegidas de la Reserva Estatal de Liakhvi, pero debido a la falta de fondos este plan no tuvo éxito. La Administración Provisional de Osetia del Sur con sede en Georgia (de iure en control) también se ocupa de la preservación de la Reserva natural estricta Liakhvi.

## Geografía
La Reserva natural estricta Liakhvi está situada a una altitud de 1.200-2.300 m sobre el nivel del mar, aguas arriba del río Patara Liakhvi e incluye una serie de desfiladeros, como el desfiladero de Gnukhh. En su mayor parte esta área de 6.084 hectáreas está cubierta de bosque (5.283 hectáreas) y el resto son pastos alpinos, acantilados y suelos erosionados. Actualmente el régimen de protección no se aplica estrictamente en la frontera occidental de la reserva cerca de la aldea de Beloti.

## Geomorfología
Los paisajes de la Reserva natural estricta de Liakhvi están formados por sedimentos de los períodos geológicos Jurásico, Cretáceo, Terciario y Cuaternario.
Las montañas del Cáucaso se formaron en gran parte como resultado de una colisión tectónica entre la placa arábiga que se desplazaba hacia el norte con respecto a la placa euroasiática. Cuando el océano Tetis se cerró y la placa arábiga chocó con la placa iraní y fue empejada contra ella, con el movimiento en sentido horario de la placa euroasiática hacia la placa iraní y en su colisión final, la placa iraní se presionó contra la placa euroasiática. Cuando esto sucedió, todas las rocas que se habían depositado en esta cuenca desde el Jurásico hasta el Mioceno se plegaron para formar las montañas del Gran Cáucaso. Esta colisión también causó el levantamiento y la actividad volcánica cenozoica en las montañas del Cáucaso Menor.
La Reserva natural estricta Liakhvi se encuentra en la zona del flysch Mestia-Tianeti y en la del flysch Gagra-Yava y en el borde del este de la subzona de Amzara-Mukhuri así como en las zonas elevadas centrales de la intermontaña de la Transcaucasia en la vertiente meridional de la cordillera del Gran Cáucaso. El mapa geológico del área presenta celestina, yeso, millerita, filitas con suelo ultraalcalino o alcalino y también listwanita y talco con cristales de serpentinita.